# 王人美
王 人美（ワン・レンメイ、ピンイン：Wang Ren Mei、本名：王庶熙、ピンイン：Wang Shu Xi、1914年11月8日 - 1987年4月12日）は中国の女優。

## 経歴
湖南省長沙市出身。父・王正権は師範学校で数学を講じ、毛沢東の恩師の一人でもある。7歳で母を亡くし、省立長沙女子師範学校附属小学校から女子師範学校に進学するも、父の急死に伴い武漢国民政府の党総政治部につとめる兄と姉のところへ身を寄せた。しかし間もなく武漢国民政府は解散、更に旧武漢政府の左翼分子への弾圧から逃れるために次兄・王人路とともに無錫にいるおばの家に居候した。
1927年末、彼女は上海で黎錦暉が主宰する「美々女校」へ入学し、その際に黎によって芸名の「人美」を名づけられる。黎が同様に主宰していた中華歌舞団とともにエキストラとして東南アジアへ巡業して廻った後に、1929年には歌舞団を辞去して上海南洋高等商業学校附属英文専門学校に入学。専門学校在学時には自ら児童歌舞劇の振り付けを行い、歌唱教員として雇われたりしている。だが同年末に黎が上海に帰り新たに明月歌舞団を結成すると、専門学校を中退しこれに参加。巡回公演では、黎莉莉・薛玲仙・胡笳とともに「四大天王」と称された。
1931年5月、上海聯華影業公司の社長の羅明佑が、明月歌舞団の団員を全て引き取る形で聯華歌舞団を結成。その直後に歌舞団とともに幾本の短編トーキー映画に端役で出演し、『新婚の夜』『蝴蝶娘』の二本が、『銀河双星』（朱石麟脚本、史東山監督）の映画に挿入されて公開された。同時に『娘子軍』『泡を吹く』『ダンスメートの歌』『小さな画眉鳥』でも出演したが音響効果の悪さから公開が見送られ、同年末に公開された映画『野玫瑰』（野の薔薇）が実質的なデビュー作となる。
翌年には映画『共に国難に赴く』（共赴国難）に脇役として出演するが、満州事変の影響による事業縮小から聯華歌舞団は解散。再結成された明月歌舞団に加わって江南一帯を巡回公演しながら、天一影業公司で長編トーキー映画の『芭蕉葉上詩』や『春潮』・サイレント映画『都会の朝』にも出演した。1933年に明月歌舞団が解散すると聯華影業公司と一年の映画出演契約を結び、映画『漁光曲』でヒロインの漁師の娘の小猫を演じた。『漁光曲』は1934年の夏に公開されて、当時の中国における興行収入記録を更新する大ヒットとなった。1934年1月1日には映画俳優の金焔と結婚（1945年に離婚する）。
その後は聯華影業公司や電通影業公司から招かれて映画に出演したりチャリティで舞台に立つこともあったが、1936年に張善琨率いる新華影業公司に入社。女優としての活動を継続するも日中戦争の勃発に伴い呉永剛などの親友の助けで香港へ避難。一時は孫瑜に請われて昆明に赴いて映画に出演するも、政治的な弾圧や戦闘の続く中国を避け香港・九龍に居住する。1941年に蒋君超が香港で新民影業公司を創立、映画『春が大地に返った』に出演が決まるものの太平洋戦争の勃発で映画制作が中止に追い込まれ、翌年には桂林へ避難し、友人の家に身を寄せながら薬の注射や服の裁縫などを学ぶ。更に重慶で衛生用具の製造に関わっていた兄・王人旋のもとに身を寄せ、1944年には王晋笙に請われて昆明の大鵬劇社に入社。だが2本の映画に出演しただけで劇社は解散する。

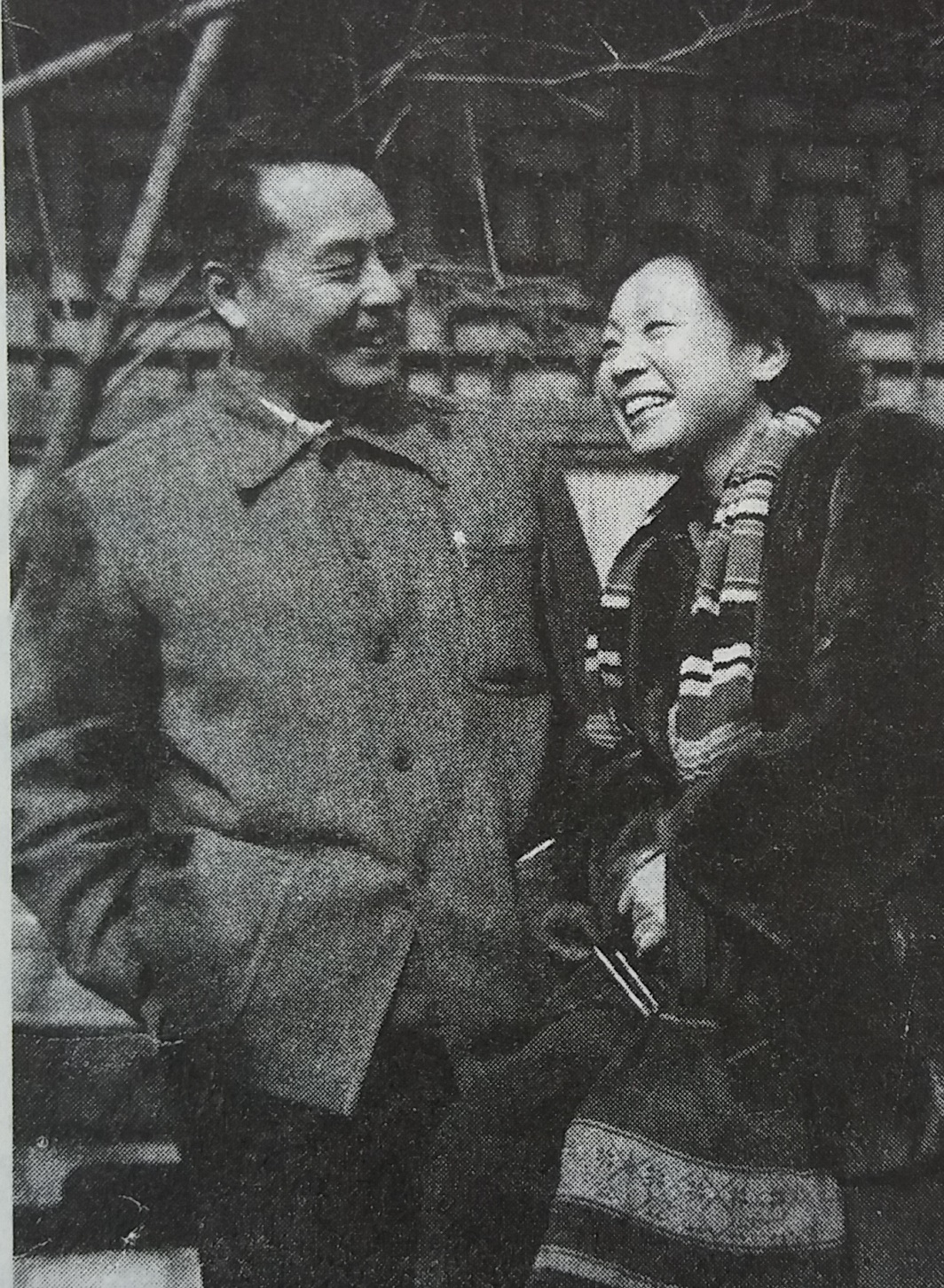
二番目の夫・葉淺予と（1956年）

1945年3月に友人の紹介で昆明のアメリカ軍本部物資供応処で英文タイピストとして勤め始め、戦争終結後の11月には上海に戻り行政院上海救済総署に勤務。1946年夏に上海映画実験工場の費穆監督に招かれて映画『錦繍河山』に出演するものの、国共内戦によって制作中止となり彼女も1948年の年末に再度香港へ避難。香港長城影業公司の依頼で史東山の映画『王氏四侠』のリメイク版で出演後、1949年末に中華人民共和国施政下の上海へと帰還する。1952年に肺結核を病んで療養に専念するも、折からの整風運動の嵐で統合失調症を患う。一時期は快方に向かい1955年に画家の葉淺予と結婚したが、その後の反右派闘争や文化大革命での弾圧から再度統合失調症を患うことになる。文革終了後に名誉回復するものの、1980年5月12日に脳血栓で倒れて下半身不随となり、7年後に死去（享年73）。

## 主な出演作品

### 映画
1931年
- 『野玫瑰』 小鳳役（監督：孫瑜）

1932年
- 『共赴国難』 救急隊員役
- 『都会の朝』 蘭児役（監督：蔡楚生）
- 『春潮』 厳正瑛役（監督：鄭応時）
- 『芭蕉葉上詩』

1933年
- 『漁光曲』[1] 小猫役（監督：蔡楚生）

1934年
- 『小天使』 お姉さん役（監督：呉永剛）

1935年
- 『風雲児女』 阿鳳役（監督：許幸之）

1936年
- 『長恨歌』 馬妮娜役（監督：史東山）
- 『壮志凌雲』 黒妞役（監督：呉永剛）

1937年
- 『黄海大盜』 主人公役（監督：呉永剛）

1938年
- 『離恨天』 サーカスの歌踊母女役（監督：呉永剛）

1939年
- 『長空万里』 ガールスカウトの燕秀役（監督：孫瑜）

1947年
- 『関不住的春光（閉ざせぬ春光）』 梅春麗役

1949年
- 『王氏四俠』 四俠之一役（監督：王次龍）

1950年
- 『両家春』 霊巧役（監督：瞿白音）

1954年
- 『猛河の黎明』 軍医蘇紅役（監督：魯韌、朱丹西）

1957年
- 『青春の脚歩』 淑芳役（監督：厳恭、蘇里）
- 『探親記』 黄院長（監督：謝天、桑夫）

1959年
- 『青春之歌』 王曉燕之母役（監督：崔嵬、陳懐凱）

1961年
- 『花児朶々』 母役（監督：謝添、陳方）

1963年
- 『崑崙山の上の一本の草』 李婉麗役（監督：董克娜）

### 舞台劇
1934年
- 『回春の曲』（脚本：田漢）

1937年
- 『盧溝橋を守る』

1944年
- 『孔雀の胆』（脚本：郭沫若）
- 『天国春秋』（脚本：陽翰笙）

1956年
- 『家』

1962年
- 『兵臨城下』

1979年
- 『日の出』